# Макєєв Сергій Іванович
Сергі́й Іва́нович Макє́єв (23 січня 1956, тепер Російська Федерація — 23 травня 2014, місто Харків) — український радянський діяч, лікар Харківської міської лікарні швидкої і невідкладної медичної допомоги імені професора Мєщанінова, доцент кафедри госпітальної хірургії Харківського державного медичного інституту. Депутат Верховної Ради УРСР 11-го скликання.

## Біографія
Народився в родині військовослужбовця.
Освіта вища. У 1979 році закінчив Харківський державний медичний інститут за спеціальністю «лікувальна справа».
З 1979 року — лікар Харківської міської лікарні № 18, лікар Близнюківської центральної районної лікарні Харківської області.
Служив у Радянській армії. З 1980 по 1982 рік проходив військову службу в Афганістані, як лікар-хірург надавав допомогу населенню на посаді начальника операційно-перев'язувального відділення.
У 1982—1986 роках — лікар-хірург Харківської міської лікарні швидкої і невідкладної медичної допомоги імені професора Мєщанінова. Брав активну участь в ліквідації аварії на Чорнобильській АЕС у 1986 році.
У 1986—1989 роках навчався в аспірантурі на кафедрі госпітальної хірургії Харківського державного медичного інституту. Захистив кандидатську дисертацію.
Після закінчення аспірантури працював на кафедрі госпітальної хірургії (кафедра хірургії № 1) спочатку асистентом, а з 2006 року — доцентом кафедри.
Похований в місті Харкові.

## Нагороди
- ордени
- медалі